# Казанська сільська рада (Шарлицький район)
Каза́нська сільська рада (рос. Казанский сельский совет) — сільське поселення у складі Шарлицького району Оренбурзької області Росії.
Адміністративний центр — село Казанка.

## Населення
Населення — 587 осіб (2019; 688 в 2010, 857 у 2002).

## Склад
До складу сільської ради входять:
| Населений пункт | Населення, осіб (2002) | Населення, осіб (2010) |
| --------------- | ---------------------- | ---------------------- |
| Казанка, село   | 535                    | 468                    |
| Кізлоям, селище | 6                      | 0                      |
| Юзеєво, село    | 316                    | 220                    |